# Lenguas tai suroccidentales
Las lenguas tai suroccidentales son un subgrupo de lenguas de la familia kra-dai. Las lenguas tai suroccidentales incluyen las lenguas kra-dai más habladas, incluyendo el idioma tailandés, lengua oficial de Tailandia, el lao, lengua oficial de Laos, y el idioma shan de Birmania.

## Clasificación
- Lenguas tai suroccidentales (29)
  - Idioma pu ko (Laos)
  - Idioma tai long (Laos)
  - Central oriental (21)
    - Chiang saeng (8)
      - Idioma tai dam (Vietnam)
      - Idioma tai septentrional, idioma lanna o idioma thai yuan (Tailandia, Laos)
      - Idioma phuan (Tailandia)
      - Idioma song (Tailandia)
      - Idioma tailandés (Tailandia)
      - Idioma tai dón (Vietnam)
      - Idioma tai daeng (Vietnam)
      - Idioma tay tac (Vietnam)

    - Lenguas lao-phutai (4)
      - Idioma laosiano (Laos)
      - Idioma nyaw (Tailandia)
      - Idioma phu thai (Tailandia)
      - Idioma isan o idioma tai nororiental (Tailandia, Laos)

    - Noroccidentales (9)                                                                                                          
      - Idioma ahom (India - lengua muerta. Actualmente el idioma asamés es indoeuropeo)
      - Idioma aiton (India)
      - Idioma lü, idioma lue o idioma tai lue (China, Vietnam, Tailandia, Laos, Birmania)
      - Idioma khamti (India, Birmania)
      - Idioma khün (Birmania)
      - Idioma khamyang (India)
      - Idioma phake (India)
      - Idioma chan (Shan en inglés; Birmania)
      - Idioma tai nüa (China, Vietnam, Tailandia, Laos)

  - Meridional (1)
    - Idioma tai meridional o idioma pak tai (Tailandia)

  - Sudoccidentales sin clasificar (5)
    - Idioma tai ya (China)
    - Idioma tai hang tong (Vietnam)
    - Idioma tai hongjin (China)
    - Idioma tai man thanh (Vietnam)
    - Idioma yong (Tailandia)
- Sin clasificar (7)                                                                                                          
  - Idioma kang (Laos)
  - Idioma rien (Laos)
  - Idioma tay khang (Laos)
  - Idioma tai pao (Laos)
  - Idioma tay jo (Vietnam)
  - Idioma kuan (Laos)
  - Idioma yoy (Tailandia)